# Desoxirribonucleasa (dímero de pirimidina)
El nombre desoxirribonucleasa (dímero de pirimidina) (EC 3.1.25.1, hace referencia a un grupo de enzimas con actividades similares pertenecientes a diferentes especies entre las que se encuentran varias bacterias y fagos, y que cataliza la escisión endonucleolítica de una cadena de ADN en la vecindad de un dímero de pirimidina.
Esta enzima tiene preferencia para actuar sobre ADN de doble cadena, generando una muesca o corte simple sobre la cadena dañada, más precisamente en dirección 5' con respecto al sitio dañado, generando dos extremos uno hidroxi-3' y uno fosfato-5' este último proximal al dímero.
Otros nombres por los cuales se conoce a esta enzima son endodesoxirribonucleasa V de bacteriófago T4 y T4 endonucleasa V.

## Ocurrencia natural y función

Representación de una cadena de ADN afectada por la formación de un dímero ciclobutano de pirimidina del tipo T<>T. Aunque la enzima tiene preferencia por el ADN bicatenario, se ha representado solo una de las cadenas por motivos de claridad.

El ADN expuesto a radiación ultravioleta sufre varios tipos de alteraciones químicas que pueden alterar de forma inesperada la información que contiene. Uno de los tipos de daño más comunes debido a la exposición UV es la formación de dímeros de bases pirimidínicas (dímeros ciclobutano pirimidina o CPD, por sus siglas en inglés), estos dímeros pueden ser de tipo citosina<>citosina; citosina<>timina o timina<>timina.
Para evitar este tipo de daños que la mayor parte de las veces pueden resultar deletéreos, casi todos los organismos poseen mecanismos de reparación del ADN, la desoxirribonucleasa (dímero de pirimidina) forma parte del mecanismo de reparación del ADN en algunas bacterias y en el fago T4, esta enzima genera una muesca en la cadena de ADN afectada, permitiendo luego que otras enzimas puedan remover el nucleótido afectado y reconstruir la porción afectada.

## Mecanismo general
La desoxirribonucleasa (dímero de pirimidina) es una enzima compleja que presenta en realidad dos actividades diferentes, una actividad ADN glicosilasa sobre dímeros de pirimidina, y una actividad endonucleasa AP (apurínica/apirimidínica).
La enzima actúa en forma secuencial:
- 1) La actividad glicosilasa rompe el enlace N-glicosídico entre el extremo 5' del dímero de pirimidina y el azúcar correspondiente, creando un sitio AP (apurínico/apirimidínico).
- 2) A continuación, la actividad endonucleasa AP hidroliza el enlace fosfodiéster en el extremo 3' del sitio AP, generando una ruptura en la cadena afectada.[4][5]

NOTA: La enzima tiene preferencia para actuar sobre ADN bicatenario, aunque se ha representado solo una de las cadenas por motivos de claridad .